# Meioneta pseudofuscipalpis
Meioneta pseudofuscipalpis là một loài nhện trong họ Linyphiidae.
Loài này thuộc chi Meioneta. Meioneta pseudofuscipalpis được Jörg Wunderlich miêu tả năm 1983.